# Mamercus Aemilius Lepidus Livianus
Mamercus Aemilius Lepidus Livianus (* vor 120 v. Chr.; † wohl zwischen 63 und 60 v. Chr.) war ein römischer Senator und Politiker der späten Republik.

## Leben
Mamercus Aemilius Lepidus Livianus war ein Bruder des jüngeren Marcus Livius Drusus und wurde durch Adoption in die Familie der Aemilii Lepidi aufgenommen. Als Legat kämpfte er erfolgreich im Bundesgenossenkrieg und besiegte 88 v. Chr. Quintus Poppaedius Silo. Vielleicht nahm er auch auf Seiten Sullas am Bürgerkrieg 82/81 v. Chr. teil. Nach einer erfolglosen Kandidatur wurde er 77 v. Chr. Konsul und kommandierte beträchtliche Streitkräfte; allerdings übernahm er wohl keine Provinz als Prokonsul. Im Jahr 70 v. Chr. scheint er princeps senatus gewesen zu sein.
Mamercus Aemilius Lepidus Livianus war Pontifex, vermutlich als Nachfolger seines Bruders Drusus. Die überlieferten Listen der Pontifices lassen vermuten, dass er zwischen 63 und 60 v. Chr. starb.